# Kortejärvi (Gällivare socken, Lappland, 749613-173064)
Kortejärvi är en sjö i Gällivare kommun i Lappland och ingår i Kalixälvens huvudavrinningsområde. Kortejärvi ligger i Torne och Kalix älvsystem Natura 2000-område. Sjöns area är 0,02 kvadratkilometer och den är belägen 360 meter över havet.